# Ocean Drilling Program

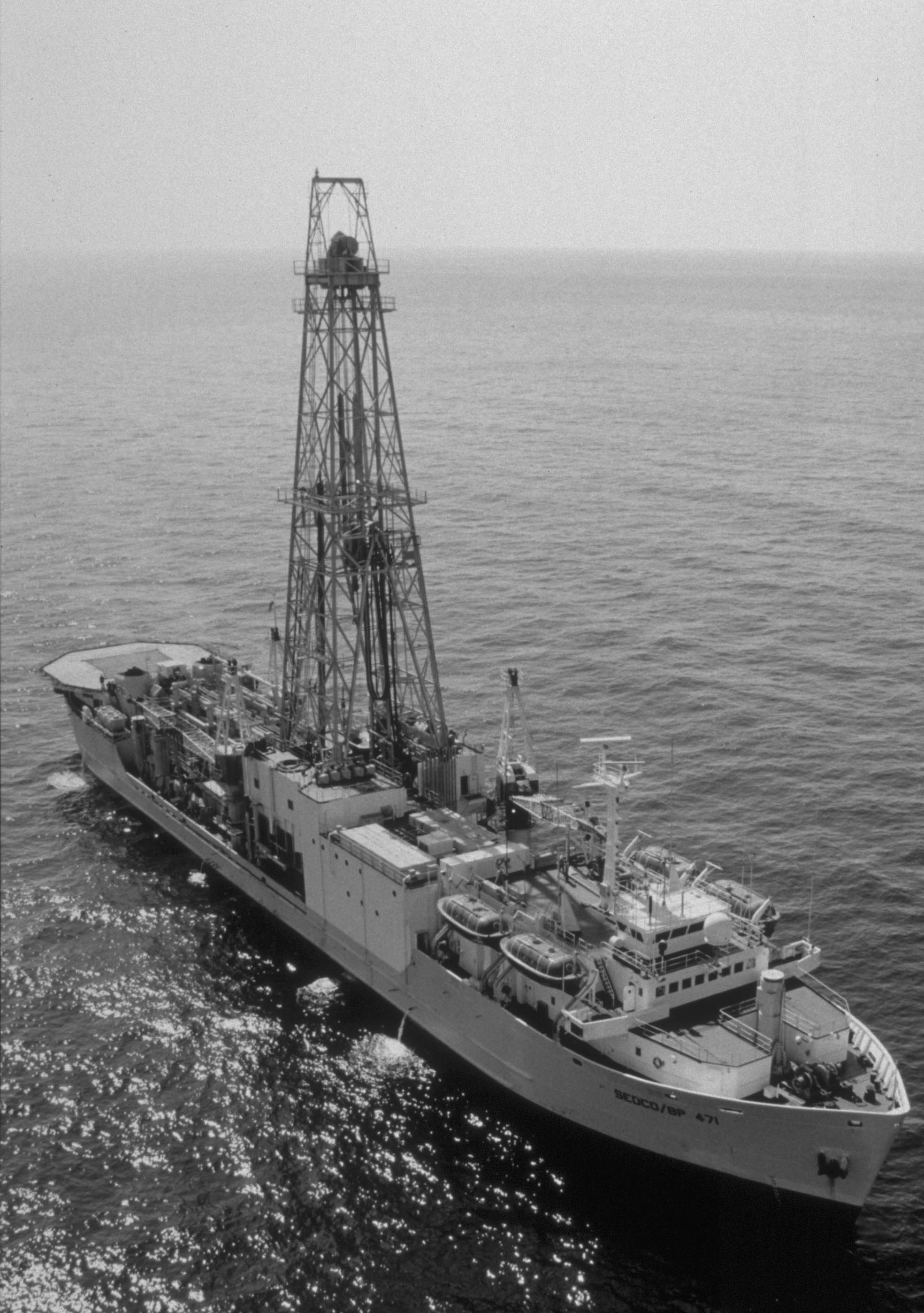
La nave da trivellazione oceanica JOIDES Resolution.

L’Ocean Drilling Program (ODP) è il nome di una cooperazione internazionale, attiva tra il 1985 e il 2004, nata per esplorare e studiare la composizione e la struttura dei bacini oceanici terrestri.

## Storia
L'ODP iniziò la sua attività nel 1985 come proseguimento delle già fruttuose ricerche portate avanti dal Deep Sea Drilling Project, che era stato iniziato nel 1985 dai soli Stati Uniti.
Con l'ODP si instaurò una vera cooperazione internazionale in quanto vi contribuirono Australia, Francia, Giappone, Germania, Regno Unito e ESF Consortium for Ocean Drilling (ECOD) del quale facevano parte altri dodici paesi.

## Attività
Le ricerche furono condotte utilizzando la nave per perforazioni oceaniche JOIDES Resolution (JOIDES= Joint Oceanographic Institutions for Deep Earth Sampling), che effettuò 110 spedizioni (chiamate Leg) in 635 siti diversi situati nei punti giudicati geologicamente più interessanti di tutti i mari terrestri; nel corso di queste campagne di perforazione (Leg) furono effettuate 1693 perforazioni che permisero di estrarre carote di varia lunghezza e ottenute a differenti profondità. I risultati di questi studi hanno permesso di ampliare le nostre conoscenze nel campo della paleo ocenografia.
Nel 2004 l'ODP si trasformò nell'Integrated Ocean Drilling Program (IODP).